# Lill-Drögtjärnen
Lill-Drögtjärnen är en sjö i Bräcke kommun i Jämtland och ingår i Indalsälvens huvudavrinningsområde. Sjön har en area på 0,0611 kvadratkilometer och ligger 371,1 meter över havet. Sjön avvattnas av vattendraget Drögbäcken.

## Delavrinningsområde
Lill-Drögtjärnen ingår i det delavrinningsområde (699583-147139) som SMHI kallar för Ovan Örebäcken. Medelhöjden är 389 meter över havet och ytan är 5,25 kvadratkilometer. Det finns inga avrinningsområden uppströms utan avrinningsområdet är högsta punkten. Drögbäcken som avvattnar avrinningsområdet har biflödesordning 3, vilket innebär att vattnet flödar genom totalt 3 vattendrag innan det når havet efter 203 kilometer. Avrinningsområdet består mestadels av skog (92 procent). Avrinningsområdet har 0,31 kvadratkilometer vattenytor vilket ger det en sjöprocent på 6 procent.